# Tréguennec
Tréguennec é uma comuna francesa na região administrativa da Bretanha, no departamento Finisterra. Estende-se por uma área de 9,47 km². Em 2010 a comuna tinha 322 habitantes (densidade: 34 hab./km²).